# Relations entre le Cameroun et l'Union européenne
Les relations entre le Cameroun  et l’Union européenne sont régis par une série d'accords depuis la Convention deYaoundé de 1963. De 2000 à 2020, elles ont reposées sur l'accord de Cotonou dont l'article 8 prévoit la tenue d'un dialogue politique semestriel portant notamment sur les thèmes de gouvernance économique, de l’état de droit et des droits de l'homme. L'accord de Samoa a pris leur  succession, le 15 novembre 2023. 
En 2025, les 50 ans de la Délégation de la C.E.E. au Cameroun ont été célébrés.

## Aide au développement
Le Cameroun a perçu des aides au développement de plusieurs millions d'euros du Fonds européen de développement depuis 1959. Ces sommes ont pour objectif d'aider au développement économique et social, au développement durable et d'améliorer la gouvernance (mesures dans le domaine de la justice, finances publiques, etc.), dans les entreprises et dans l'intégration régionale. Elles ont permis la réalisation de nombreux projets (port, hôpitaux, écoles, universités, comme l'E.N.S. de Yaoundé, routes, pont, comme le pont sur le Logone, chemin de fer, comme le Transcamerounais), de soutenir la production économique (d'élecrticité, de banane, de coton, de cacao), de préserver les réserves naturelles et de répondre à des enjeux de société.

## Sources

## Compléments